# Modelo de Bray-Moss-Libby
En la combustión turbulenta premezclada, el modelo Bray-Moss-Libby (BML) es un modelo de cierre para un campo escalar, construido sobre la hipótesis de que la lámina de reacción es infinitamente delgada en comparación con las escalas turbulentas, de modo que el escalar puede encontrarse tanto en estado de gas quemado como de gas sin quemar. El modelo recibe su nombre de Kenneth Bray, J. B. Moss y Paul A. Libby.

## Descripción matemática
Definamos una variable escalar adimensional o variable de progreso {\displaystyle c} tal que {\displaystyle c=0} en la mezcla sin quemar y {\displaystyle c=1} en el lado del gas quemado. Por ejemplo, si {\displaystyle T_{u}} es la temperatura del gas sin quemar y {\displaystyle T_{b}} es la temperatura del gas quemado, entonces la temperatura adimensional se puede definir como
{\displaystyle c={\frac {T-T_{u}}{T_{b}-T_{u}}}.}
La variable de progreso podría ser cualquier escalar, es decir, podríamos haber elegido la concentración de un reactivo como variable de progreso. Dado que la lámina de reacción es infinitamente delgada, en cualquier punto del campo de flujo podemos encontrar que el valor de {\displaystyle c} es uno o cero. La transición de cero a uno se produce instantáneamente en la lámina de reacción. Por lo tanto, la función de densidad de probabilidad para la variable de progreso viene dada por
{\displaystyle P(c,\mathbf {x} ,t)=\alpha (\mathbf {x} ,t)\delta (c)+\beta (\mathbf {x} ,t)\delta (1-c)}
donde {\displaystyle \alpha (\mathbf {x} ,t)} y {\displaystyle \beta (\mathbf {x} ,t)} son la probabilidad de encontrar mezcla sin quemar y quemada, respectivamente, y {\displaystyle \delta } es la función delta de Dirac. Por definición, la condición de normalización conduce a
{\displaystyle \alpha (\mathbf {x} ,t)+\beta (\mathbf {x} ,t)=1.}
Se puede ver que la variable de progreso medio,
{\displaystyle {\bar {c}}(\mathbf {x} ,t)=\int _{0}^{1}cP(c,\mathbf {x} ,t)\,dc=\beta (\mathbf {x} ,t)}
no es más que la probabilidad de encontrar gas quemado en la ubicación {\displaystyle \mathbf {x} } y en el momento {\displaystyle t}. La función de densidad se describe completamente mediante la variable de progreso medio, ya que podemos escribir (suprimiendo las variables {\displaystyle \mathbf {x} ,t})
{\displaystyle P(c)=(1-{\bar {c}})\delta (c)+{\bar {c}}\delta (1-c).}
Suponiendo una presión constante y un peso molecular constante, se puede demostrar que la ley de los gases ideales se reduce a
{\displaystyle {\frac {\rho }{\rho _{u}}}={\frac {T_{u}}{T}}={\frac {1}{1+\tau c}}}
donde {\displaystyle \tau } es el parámetro de liberación de calor. Utilizando la relación anterior, la densidad media se puede calcular de la siguiente manera
{\displaystyle {\frac {\bar {\rho }}{\rho _{u}}}=1-\beta +{\frac {\beta }{1+\tau }}.}
El promedio de Favre de la variable de progreso viene dado por
{\displaystyle {\tilde {c}}\equiv {\frac {\overline {\rho c}}{\bar {\rho }}}={\frac {\rho _{u}}{\bar {\rho }}}{\frac {\beta }{1+\tau }}.}
Combinando las dos expresiones, encontramos
{\displaystyle {\bar {c}}=\beta ={\frac {(1+\tau ){\tilde {c}}}{1+\tau {\tilde {c}}}}}
y, por lo tanto
{\displaystyle \alpha ={\frac {1-{\tilde {c}}}{1+\tau {\tilde {c}}}}.}
La media de la densidad es
{\displaystyle {\bar {\rho }}={\frac {\rho _{u}}{1+\tau {\tilde {c}}}}.}

## Función de densidad general
Si no se supone que la lámina de reacción es delgada, existe la posibilidad de encontrar un valor para {\displaystyle c} entre cero y la unidad, aunque en realidad la lámina de reacción es mayoritariamente delgada en comparación con las escalas turbulentas. No obstante, la forma general de la función de densidad se puede escribir como
{\displaystyle P(c,\mathbf {x} ,t)=\alpha (\mathbf {x} ,t)\delta (c)+\beta (\mathbf {x} ,t)\delta (1-c)+\gamma (\mathbf {x} ,t)f(c,\mathbf {x} ,t)}
donde {\displaystyle \gamma (\mathbf {x} ,t)} es la probabilidad de encontrar la variable de progreso que está sufriendo la reacción (donde se efectúa la transición de cero a la unidad). Aquí tenemos
{\displaystyle \alpha (\mathbf {x} ,t)+\beta (\mathbf {x} ,t)+\gamma (\mathbf {x} ,t)=1}
donde {\displaystyle \gamma } es insignificante en la mayoría de las regiones.